# 1914 год в истории железнодорожного транспорта
1914 год в истории железнодорожного транспорта

## События
- На территории Танзании построена первая железнодорожная линия.[1]
- В Швейцарии построен железобетонный виадук под железнодорожный путь с пролётом около ста метров.[1]
- 01 (14) июня 1914 года состоялось торжественное открытие нового вокзала станции «Екатеринбург-I»
- Невским заводом выпущены последние четыре товарно-пассажирских танк-паровоза, после чего серия Ъ новым подвижным составом не пополнялась.

## Новый подвижной состав

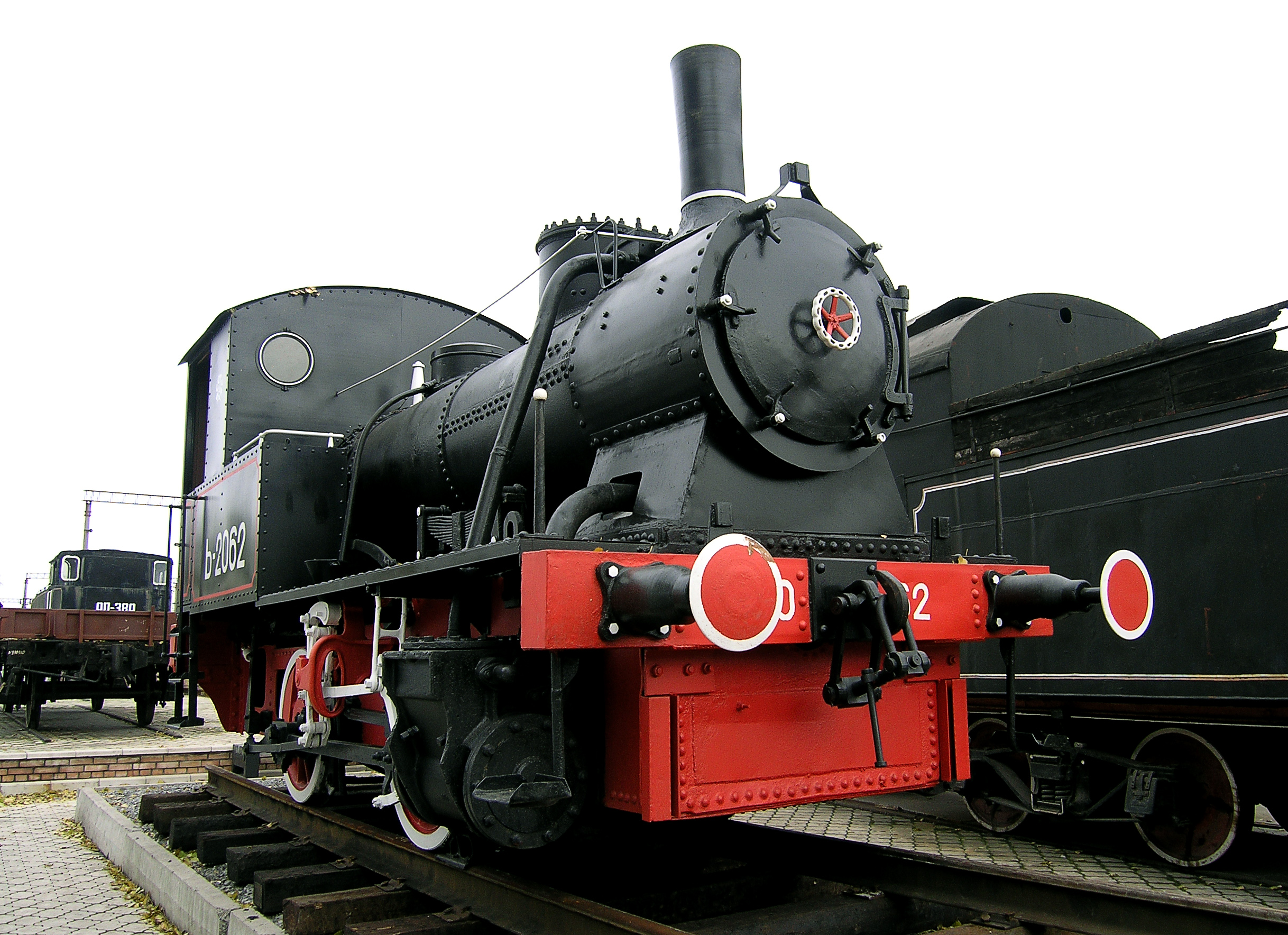
Паровоз Ь, тип 137

- Путиловский завод выпустил первые 3 паровоза серии Л (с 1947 года — Лп).
- Коломенский завод приступил к выпуску танк-паровозов серии Ь (ерь) заводского типа 137 — самого многочисленного типа с осевой формулой 0—2—0.
- В России Коломенский завод начал выпуск паровозов серии Св.